# George Reid
Sir George Houstoun Reid (Johnstone, 25 febbraio 1845 – Londra, 12 settembre 1918) è stato un politico britannico naturalizzato australiano. Fu il quarto primo ministro della sua nazione. Figlio di un pastore protestante della Chiesa di Scozia, emigrò nella Terra di Vittoria in Australia con la sua famiglia quando era ancora bambino. La sua era una delle famiglie più in vista tra i presbiteriani di origine scozzese emigrati in Australia.

## Gli studi
Reid si diplomò presso lo Scotch College, ma quando la famiglia si trasferì a Sydney  ottenne un impiego presso il servizio coloniale, all'interno del quale fece una rapida e brillante carriera sino a divenire, nel 1878, il capo del dipartimento della Procura Generale. Fiero sostenitore del libero commercio, pubblicò vari libri di natura politica.

## La politica
Diplomatosi come avvocato nel 1879, conquistò nel 1880 un seggio nel parlamento del Nuovo Galles del Sud, seggio che conservò sino al 1901, data della nascita della federazione australiana. 
Sostituì Sir Henry Parkes alla leadership del partito del libero commercio e divenne primo ministro del Nuovo Galles del Sud nel 1894. A dispetto del suo orientamento conservatore il suo fu un governo progressista sostenuto anche dai laburisti.
Nel 1899, egli ruppe con i laburisti e si dimise. Da quel momento Reid fu danneggiato dalla sua immagine di uomo grasso con folti baffi e monocolo, ma dietro il buffo look si nascondeva una brillante mente politica.
Reid sostenne la nascita della federazione australiana ma, quando si rese conto che il fronte federalista sarebbe stato guidato dal suo avversario politico e leader dei protezionisti Edmund Barton, al referendum costituzionale invitò a sorpresa a votare no alla carta costituzionale appena varata. In quel frangente fu soprannominato come Si -No Reid. Con sua grande soddisfazione la carta costituzionale fu bocciata e, per ottenere il consenso di Reid ad una nuova versione della stessa, i suoi avversari dovettero offrire significativi vantaggi al Nuovo Galles del Sud.
Reid fu eletto al primo parlamento federale come rappresentante della zona di Sydney Est. Edmund Barton ottenne facilmente l'appoggio laburista al suo governo protezionista e così Reid divenne il primo capo dell'opposizione della storia australiana. Questo ruolo si adattava perfettamente alla sua robusta oratoria e al suo spigoloso senso dell'umorismo. Nelle elezioni del 1903 sotto la sua guida il partito del libero commercio ebbe un buon balzo elettorale e nell'agosto del 1904, a seguito delle dimissioni del governo laburista guidato da Watson, egli divenne premier.
Il suo governo era minoritario in parlamento e Reid era cosciente di ricoprire il ruolo di primo ministro federale solo grazie ai contrasti esistenti tra il partito protezionista di Deakin e i Laburisti; ma nel luglio del 1905 i due partiti presentarono una mozione di sfiducia e Reid lasciò il suo incarico in punta di piedi. Nelle elezioni del 1906 ottenne un buon successo personale riconquistando il suo seggio parlamentare ma il suo partito fu sconfitto.
Nel 1908, Reid accettò la proposta di Deakin di sciogliere in una nova formazione denominata "Fusione" i due partiti non laburisti e si dimise da leader politico. Nel 1910 abbandonò anche la vita parlamentare e fu nominato alto commissario dell'Australia (in pratica ambasciatore).
In breve tempo Reid divenne estremamente popolare in Gran Bretagna e nel 1916, quando il suo mandato di alto commissario ebbe termine, fu eletto al parlamento britannico come indipendente filo Impero. Nel parlamento Reid guidò la battaglia in favore dell'auto governo dei vari dominion britannici in cambio del loro sostegno allo sforzo bellico (si era in pieno primo conflitto mondiale).
Nel 1918 egli morì a Londra all'età di 73 anni. La reputazione postuma di Reid fu negativa a causa del generale sostegno alle politiche protezioniste da lui sempre avversate e, come detto sopra, dal suo look.
Ma nel 1989 W.G. McMinn pubblicò una serie biografia di Reid che lo riscattò dalla fama di clown reazionario e mostrò che la sua politica in favore di un commercio libero da ogni protezionismo doganale è risultata storicamente vincente.